# Bob (corte de cabelo)

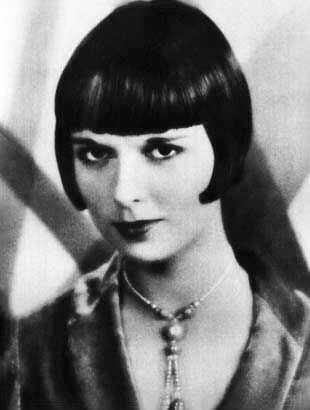
Louise Brooks em 1930.

Um bob, também chamado de bob cut e chanel, foi um estilo de corte de cabelo popular entre as mulheres durante a década de 1920.

## Descrição
O bob é um corte reto que se estende até a altura da mandíbula, geralmente possui uma franja. Se chama também "¾" porquê representa três quartos do que se considera um corte de cabelo de cabelo longo.

## História

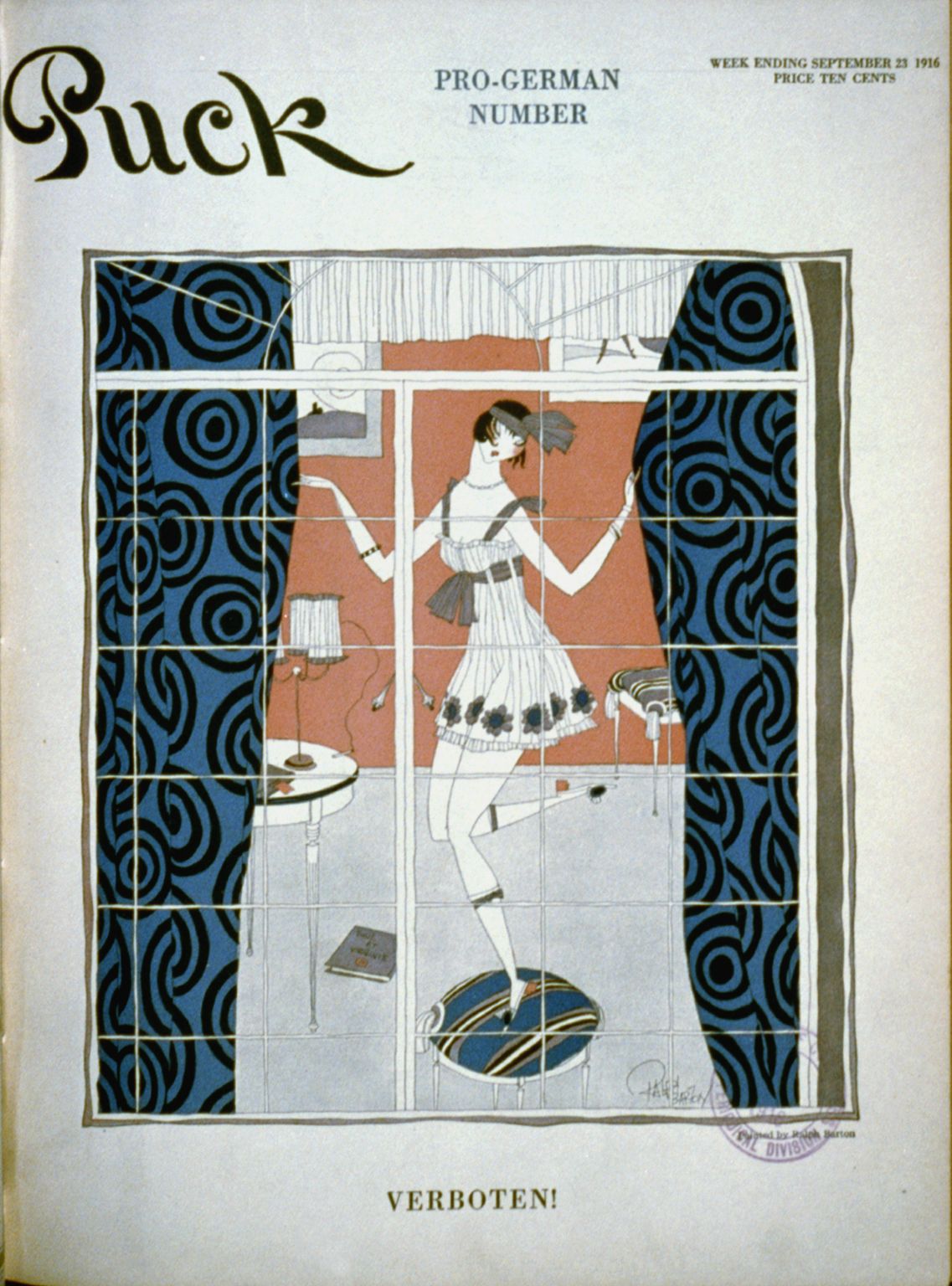
Gravura de uma melindrosa na capa da revista estadunidense Puck, 1916.

O bob surgiu em meio a Primeira Guerra Mundial, quando as enfermeiras começaram a utilizar o cabelo mais curto por questões de higiene. No final da guerra, em 1918, Irene Castle, esposa de Vernon Castle, introduziu o estilo do corte no Estados Unidos. Vernon e Irene foram um casal profissional de dança de salão. Outras celebridades como Ina Claire e Louise Brooks popularizaram o penteado entre as mulheres da época.
Durante a década de 1920 se converteu no corte simbólico das melindrosas, mulheres de classe média que não se comportavam como as normas sociais convencionais: bebiam, fumavam, tinham relações sexuais ocasionais, dirigiram automóveis e assistíam a apresentações em clubs de jazz e shows de vaudeville.
As melindrosas começaram a utilizar penteados curtos, roupas atrevidas, chapéus, e tiras de laços para prender o cabelo.

### 1960 a 1990

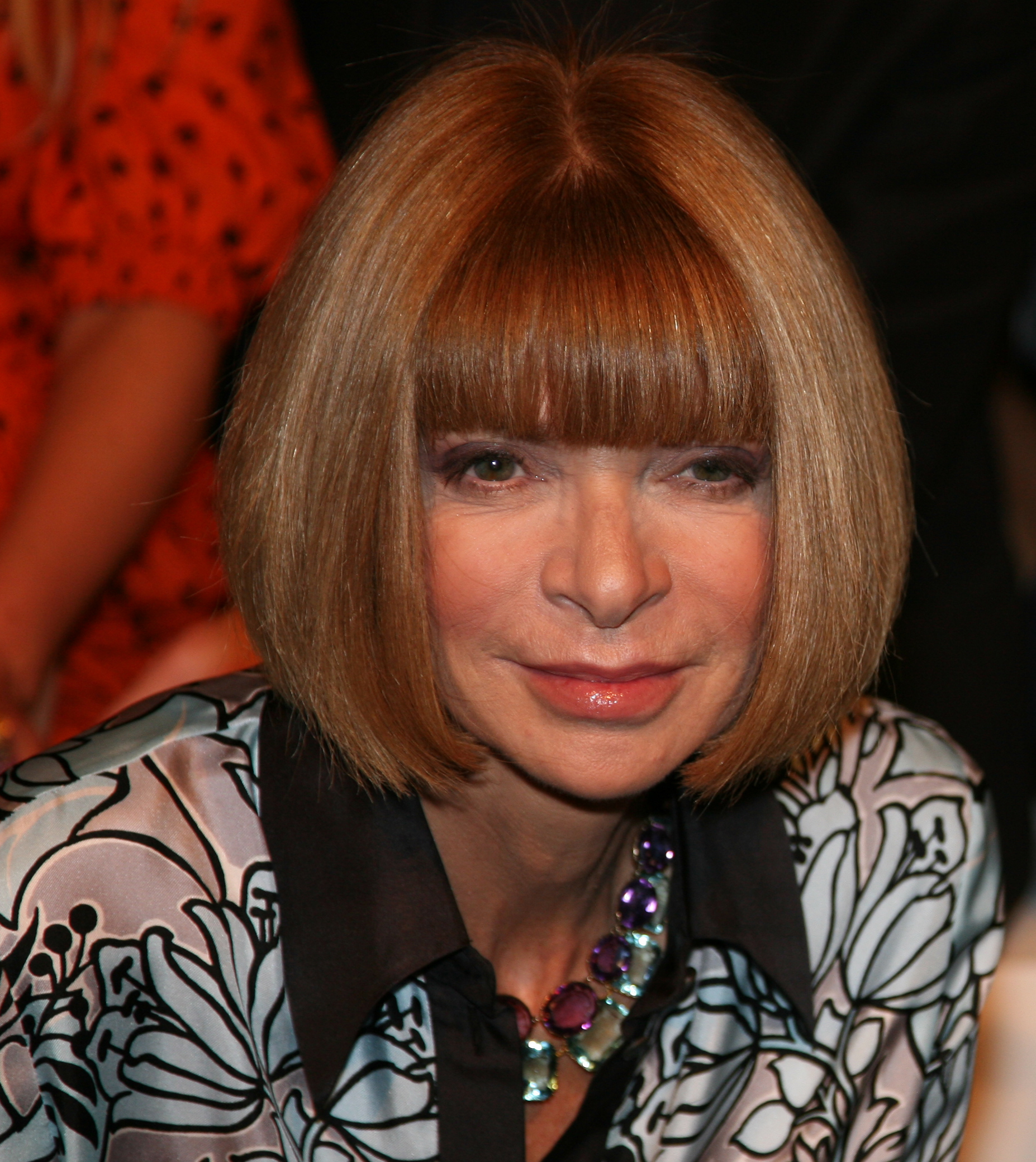
Anna Wintour com um corte de cabelo bob e uma franja.

Em meados dos anos 60, o cabeleireiro Vidal Sassoon tornou o penteado popular novamente, usando a forma do bob inicial e tornando-o mais elegante em um corte mais simples. Seu ressurgimento coincidiu com a chegada do "mop top". Aqueles associados com o bob naquela época, incluíam: os estilistas Mary Quant e Jean Muir; as atrizes Nancy Kwan, Carolyn Jones, Barbara Feldon e Amanda Barrie; e cantores tão diversos como Keely Smith, Cilla Black, Billie Davis, Juliette Gréco, Mireille Mathieu e Beverly Bivens do grupo americano We Five. Também foi popular entre os afro-americanos em meados dos anos 60, refletido em grupos como Diana Ross & The Supremes e The Marvelettes.
Muitos estilos e combinações do "bob" têm evoluído desde então. No final dos anos 80, Siouxsie Sioux (vocalista da Siouxsie & The Banshees) e Corinne Drewery, cantora da "Swing Out Sister", usou o corte por um curto período de tempo. A cantora Linda Ronstadt, apresentou um bob muito inspirado na capa de dois álbuns premiados com um Grammy no final dos anos 80. O álbum Trio de 1987, com Dolly Parton e Emmylou Harris e seu lançamento de 1989 Cry Like A Rainstorm, Howl Like The Wind. Ela também usa o corte no vídeo clipe de seu dueto com James Ingram, na canção Somewhere Out There.  Anna Wintour, editora-chefe da revista americana Vogue desde 1988, aparentemente tinha o cabelo aparado todos os dias. No início dos anos 90, Cyndi Lauper teve um corte de cabelo com cores muito incomuns; logo depois, o corte tornou-se característica do personagem Mia Wallace (Uma Thurman) no filme Pulp Fiction, de Quentin Tarantino. Em meados e finais dos anos 90, T-Boz da banda TLC também apareceu com um corte de cabelo bob com cores muito incomuns que era assimétrico com franja.    Também, durante as duas primeiras temporadas e os dois primeiros episódios da terceira temporada de Lois & Clark: The New Adventures of Superman, o personagem de Lois Lane (Teri Hatcher) tinha um corte de cabelo bob sem franja. Também, em 1997, em Men in Black, de Barry Sonnenfeld, a personagem da Agente L, Dra. Laurel Weaver (Linda Fiorentino) também ostentava um bob.

### Ressurreição nos anos 2000

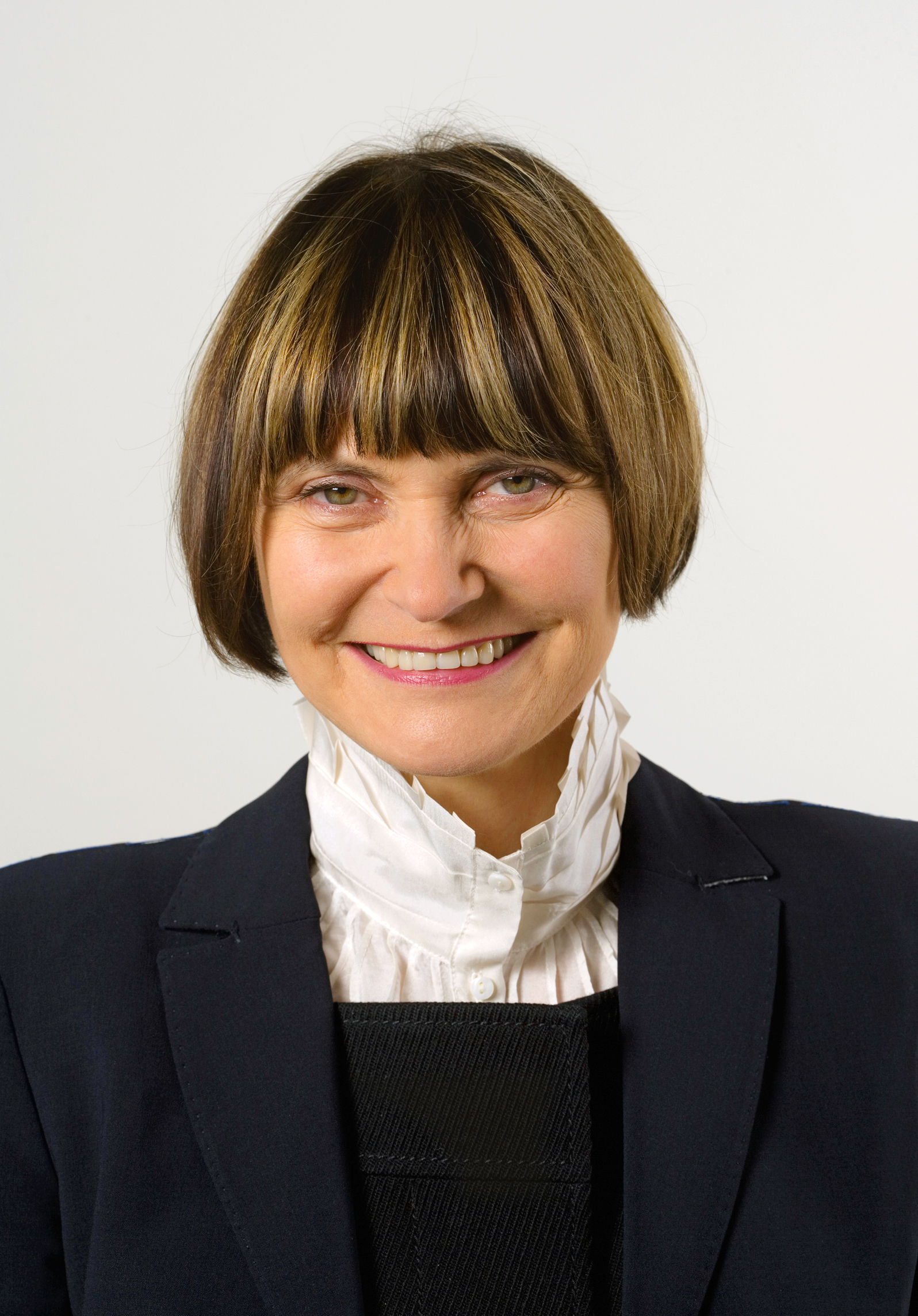
Micheline Calmy-Rey

Em 2006, o bob foi adotado pela cantora Madonna e, como um afastamento do boho-chic, pela atriz Sienna Miller.
Em novembro de 2005, a bailarina do gelo Kristina Lenko foi convidada a juntar-se à nova série da ITV1, Dancing on Ice. Ela foi ao seu estilista em Toronto e disse-lhe: "Faz o que quiser". Ele cortou o cabelo de Lenko na cintura para o que é chamado de bob de linha A, onde os cabelos são mais curtos atrás e gradualmente mais compridos em direção à frente, com as peças mais compridas em direção à frente do rosto. Mais tarde, a ex-Spice Girl Victoria Beckham decidiu cortar o seu próprio cabelo em tal estilo, ajudando a aumentar a sua popularidade em todo o mundo.
Em 2007, a cantora de  R&B, Rihanna, teve um corte de cabelo bob no vídeo clipe para "Umbrella". Ela declarou que se inspirou em Charlize Theron em Æon Flux.
Keira Knightley tinha um bob em seu pequeno anúncio de TV para a Coco Mademoiselle. A atriz Christina Ricci também tinha um bob para a versão de filme de ação ao vivo da série em anime dos anos 60 Speed Racer e mais tarde em diante. Katie Holmes teve um corte de bob com franja em 2007.
Em seu terceiro show em Brisbane, Austrália, Britney Spears usou o bob durante todo o show. A Jenny McCarthy é conhecida por ter um bob de linha A. Diz-se que a Kate Bosworth popularizou o bob em 2008. Ambos tornaram-se populares depois de terem sido vistos por estrelas como Heidi Klum e Jessica Alba. Uma versão fofa do bob foi popularizada por Dianna Agron e Rooney Mara.